# 阿紀神社

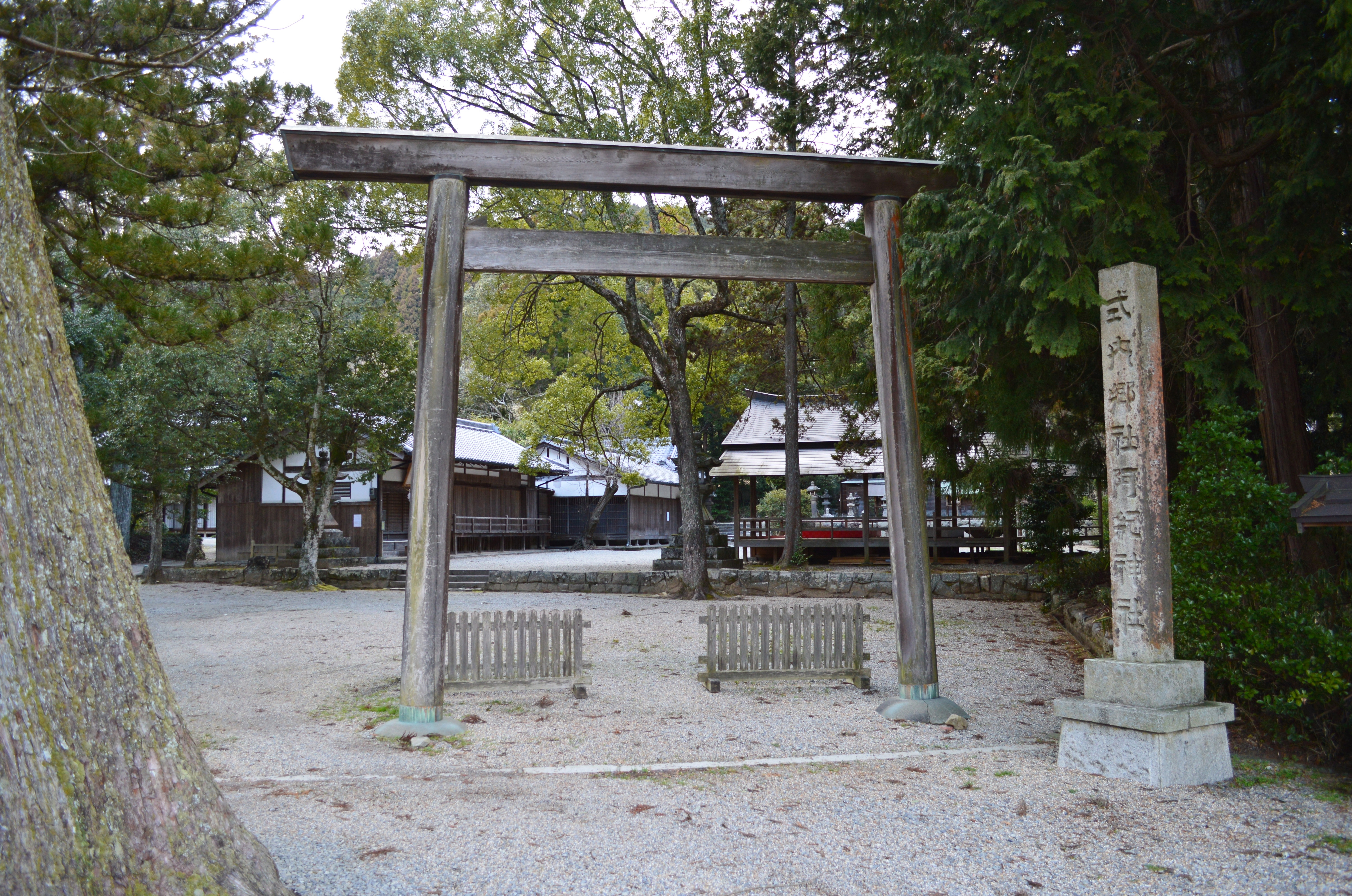
鳥居

阿紀神社（あきじんじゃ）は、奈良県宇陀市大宇陀迫間（おおうだはさま）にある神社。式内社。旧社格は県社。通称は神戸明神。

## 祭神
主殿
- 天照皇大神
- 秋田比売神
- 邇邇杵命
- 八意思兼神

相殿
- 天水分神
- 菅原道真
- 金山彦神
- 金山姫神

## 歴史
神代に神楽岡に創建され、崇神天皇の勅によって神戸大神宮の号を賜わる。安土桃山時代（天正年間）に本郷川西岸の現在地に遷座されたときに、現在の社名へと改められた。江戸時代前期に能舞台が建設され、能が上演されるようになる。1902年（明治35年）に郷社から昇格して県社に列格した。 

## 境内
- 本殿 - 神明造 。
- 神門
- 瑞籠
- 社務所
- 能舞台
- 境内社
  - 一殿 - 祭神：日臣命・月夜見命・大国主命。
  - 二殿 - 祭神：事代主命・品陀別命・和多津見命。
  - 三殿 - 祭神：須勢理比売命。

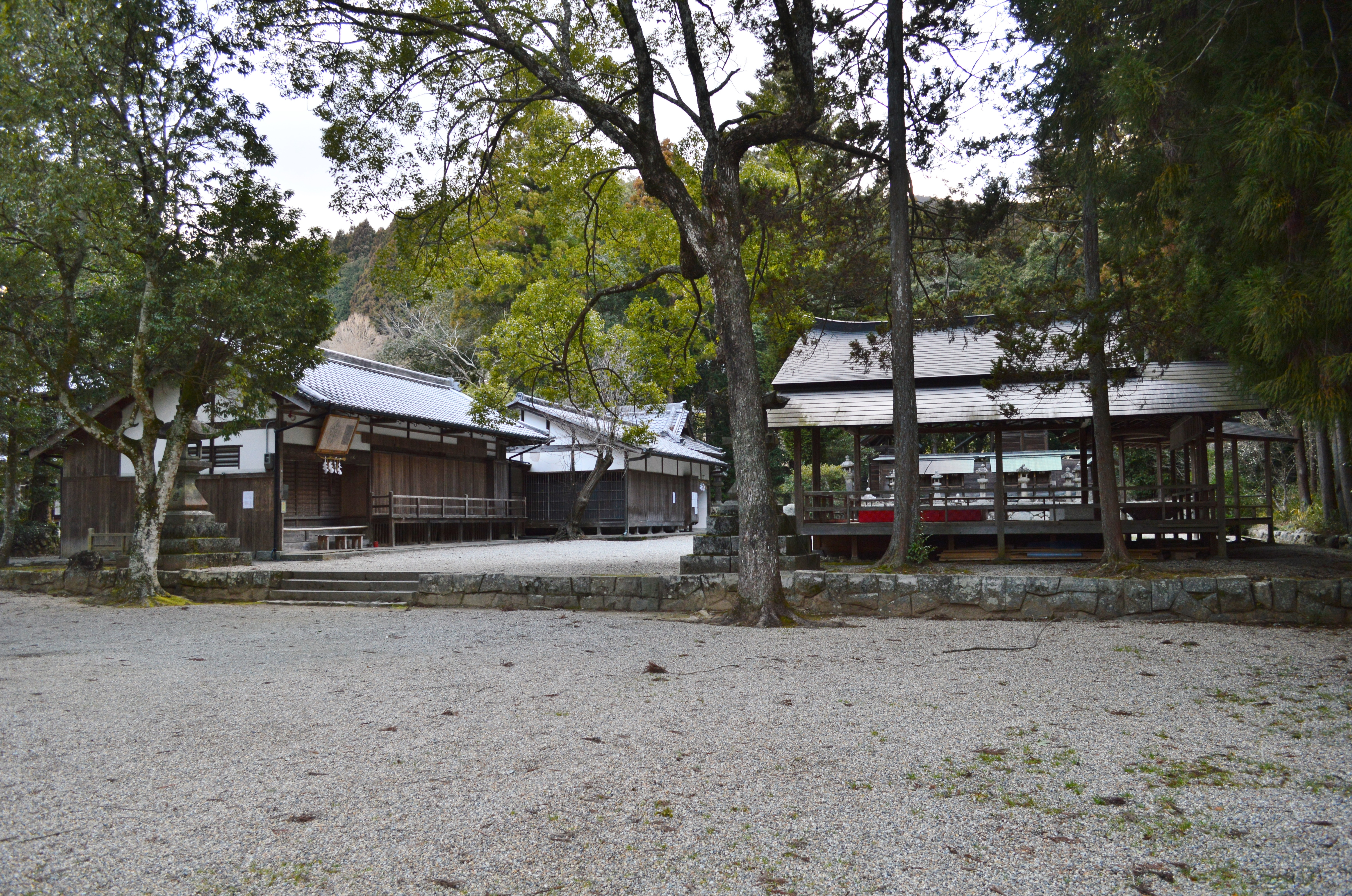
境内
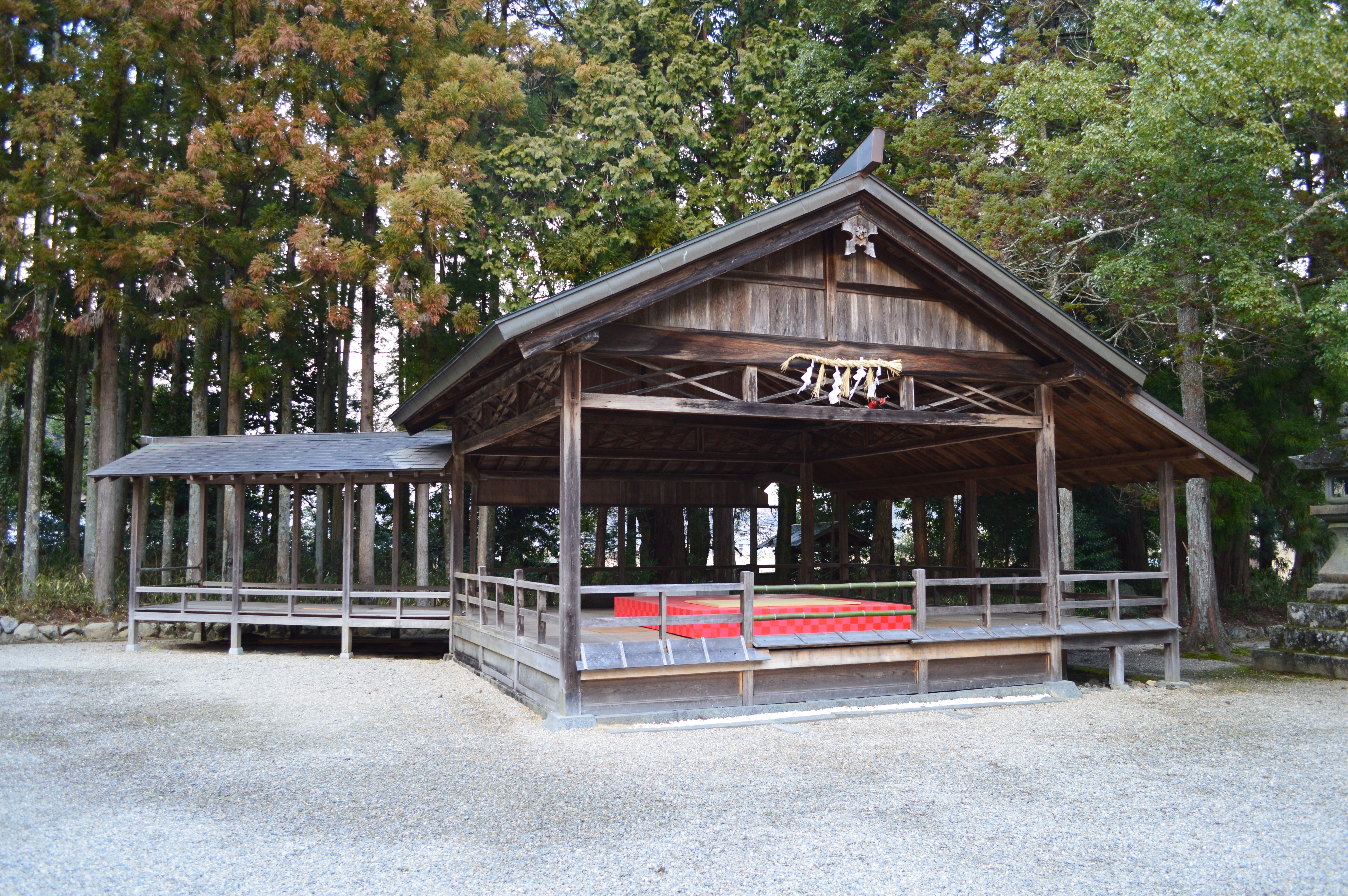
能舞台
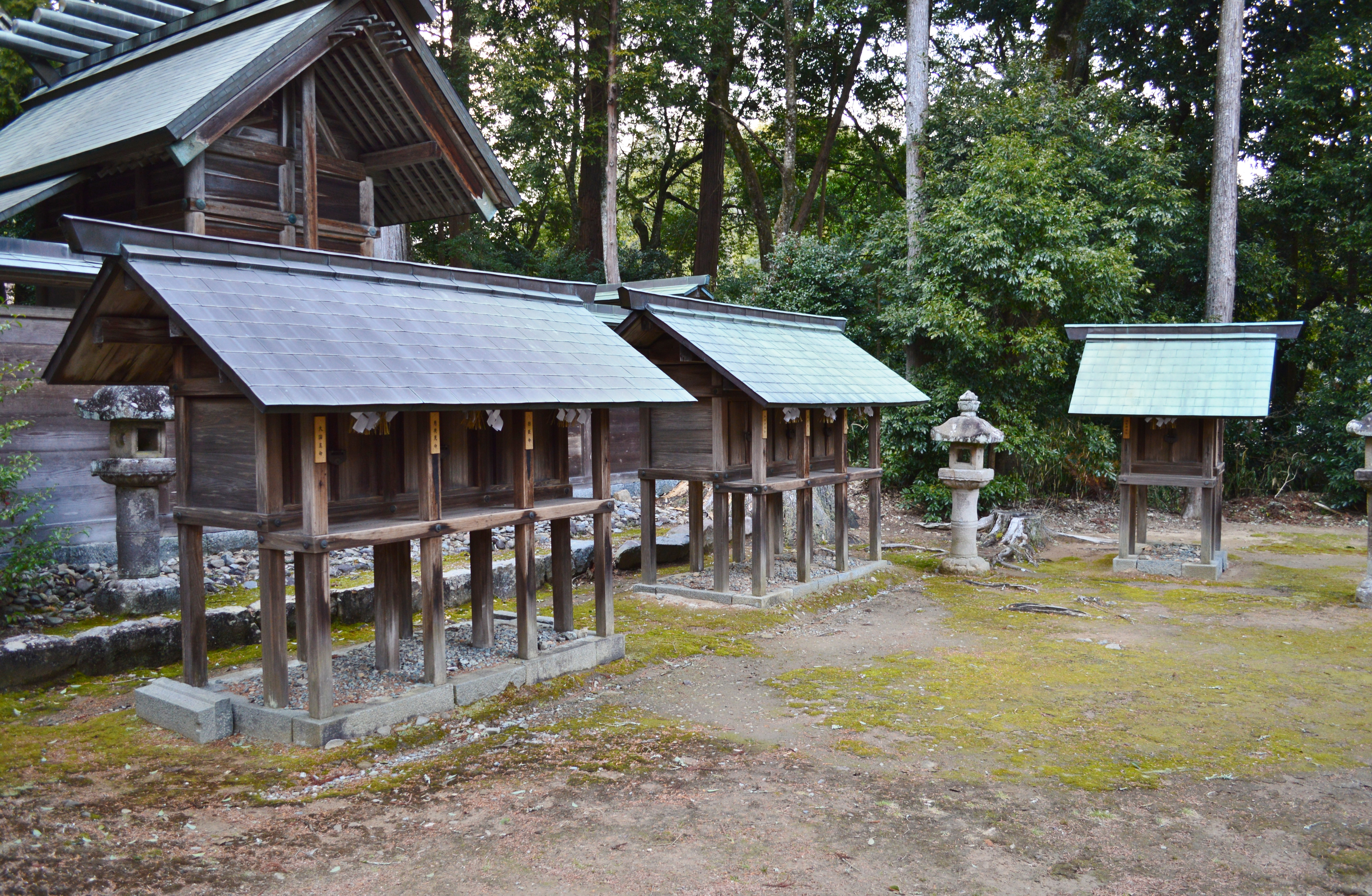
境内社
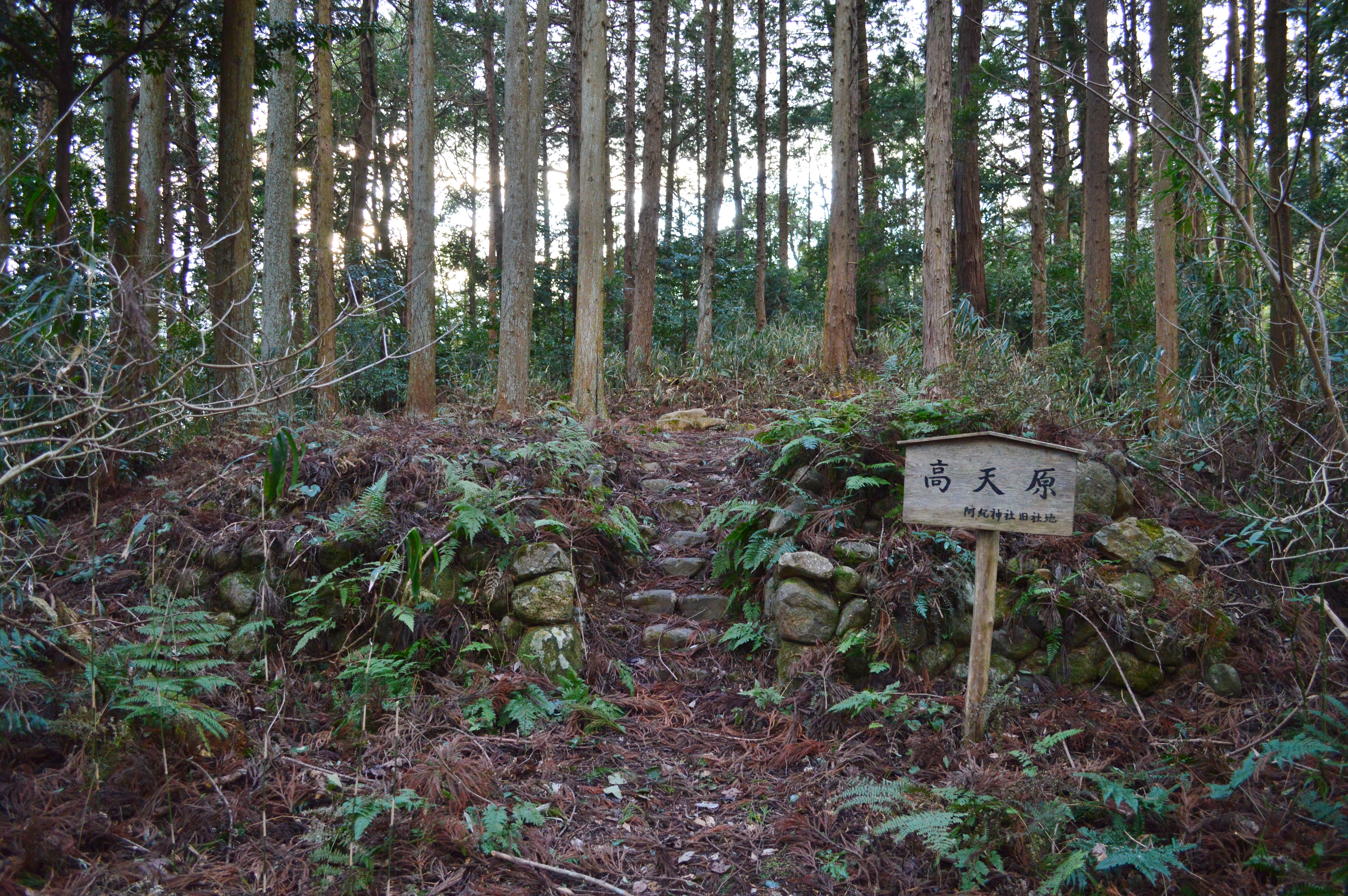
旧社地（通称高天原）

## 祭事
- 例祭（10月17日）

## 現地情報
所在地
- 奈良県宇陀市大宇陀迫間252

交通アクセス
- 近鉄大阪線榛原駅から、奈良交通バス（大宇陀行き）で終点下車後、徒歩約15分

周辺
- 又兵衛桜
- 万葉公園（かぎろひの丘）
- 阿騎野・人麻呂公園
- 松山 - 重要伝統的建造物群保存地区